# Hiroaki Ishiura
Hiroaki Ishiura (石浦宏明, Ishiura Hiroaki) né le 23 avril 1981 à Tokyo au Japon, est un pilote automobile japonais. Il pilote actuellement cette année en Super Formula, le championnat japonais de monoplace. Il a remporté cette compétition en 2015 et en 2017.

## Palmarès
- Champion de Super Formula en 2015 et en 2017 ;
- Champion du Super GT (cat. GT300) en 2007.